# Žeraviny
Žeraviny (in tedesco Scherawin) è un comune della Repubblica Ceca facente parte del distretto di Hodonín, in Moravia Meridionale.